# Eberhard Finen
Eberhard Finen (* 24. November 1668 in Braunschweig; † 12. April 1726 in Blankenburg) war ein deutscher evangelischer Theologe, Abt und Braunschweiger Hofprediger.

## Leben
Der Sohn des Braunschweiger Kaufmanns und Ratsherrn Hans Finen und dessen Ehefrau Elisabeth Heine besuchte das Gymnasium Martineum in seiner Heimatstadt. Er begann in den Jahren 1688 bis 1690 ein Theologiestudium an der Universität Jena, das von 1691 bis 1694 durch eine Tätigkeit als Hofmeister Georg Wilhelms von Mahrenholtz unterbrochen wurde. Finen beendete sein Studium 1697 an der Universität Helmstedt und trat 1698 als Diakon an der Helmstedter Sankt-Stephani-Kirche in den Dienst der Braunschweigischen Landeskirche. Im Jahre 1699 heiratete er Anna Eleonore Halle, die als Kammerjungfer für die Familie von Mahrenholtz tätig gewesen war.

### Braunschweiger Hofprediger
Finen trat 1704 eine Predigerstelle am Braunschweiger Dom St. Blasius an, die er bis zu seinem Tod innehatte. Er wurde 1706 Superintendent des bis dahin lüneburgischen Amtes Campen. Im selben Jahr übernahm er das Amt des fürstlichen Beichtvaters und Hofpredigers in Wolfenbüttel und Braunschweig, wo er in der Gunst der Welfenherzöge Anton Ulrich († 1714), August Wilhelm († 1731) und Ludwig Rudolf († 1735) stand. Finen kritisierte 1707 die Konversion der Prinzessin Elisabeth Christine, Tochter Ludwig Rudolfs, zum Katholizismus. Der Übertritt erfolgte in Vorbereitung der 1708 geschlossenen Ehe mit dem nachmaligen Kaiser Karl VI. Auch am 1710 vollzogenen Wechsel des regierenden Herzogs Anton Ulrich zum katholischen Glauben übte Finen in seinen Predigten Kritik, die jedoch von fürstlicher Seite toleriert wurde und seiner Karriere nicht schadete. So wurde er im Jahre 1708 geistlicher Konsistorialrat und Abt des Klosters Michaelstein bei Blankenburg. Dort entstand während seiner Amtszeit 1717 das Predigerseminar, 1720 wurde die barocke Klosterkirche eingeweiht und 1721 die klösterliche Lateinschule aufgehoben. Finen wohnte weiterhin Braunschweig.
Er starb 1726 in Blankenburg und wurde im dortigen Kloster Michaelstein bestattet, an dessen Außenwand ein Epitaph an ihn erinnert.

## Werk
Finen schuf mehrere Lieder, Gebete und Gelegenheitspredigten, wovon im Folgenden eine Auswahl aufgeführt ist.
- Kläglicher Sterbe-Wunsch […] (Leichenpredigt auf Ferdinand Christian, Herzog zu Braunschweig-Lüneburg), 1707
- Erbauliche Reden über die Passions-Geschicht und andere Sprüche heiliger Schrifft wie auch einige Stücke des Catechismi zur Vorbereitung in denen […] Haus-Betstunden gehalten, 2 Bände, 1710
- Sehnlicher Fürsten-Wunsch Davids […] (Huldigungspredigt bei der Huldigung Ludwig Rudolfs, Herzog zu Braunschweig und Lüneburg, durch die Stände des Fürstentums Blankenburg, 25. Mai 1714)